# 合槌稲荷神社
合槌稲荷神社（あいづちいなりじんじゃ）は京都府京都市東山区にある稲荷神社。

## 概要
東山区粟田口中ノ町、粟田神社の向かいの三条通りに面した場所にある。三条通り沿いの鳥居から隣接する民家の外壁に沿って細い参道が続いている。境内には正一位合槌稲荷大明神を祀る祠があり、この祠は平安時代の刀匠、三条小鍛冶宗近が稲荷大社に祈願し、狐とともに宝剣小狐丸を打ちあげたという逸話が小鍛冶として能や歌舞伎の演目に残されている。現在でもこれらの演目を上演する際には成功を祈願するために、関係者による参拝が行われるという慣習がある。
　

## 交通アクセス
- 京都市営地下鉄東西線の東山駅下車。徒歩5分。

## 周辺
- 粟田神社